# Энез
Энез (тур. Enez, также Энос, греч. Αίνος) — город и район в Восточной Фракии (Северо-западная Турция), ил Эдирне, к юго-востоку от устья реки Марица.
По переписи 2007 года в городе проживали 3 752 жителей. Национальный состав: греки - 65%, турки - 30%, другие - 5%.

## Достопримечательности
к северо-востоку от города расположен национальный парк Озеро Гала.

## История
Энос (др.-греч. Αίνος) известен как древнегреческий город, входил в состав Византии. Аммиан Марцеллин пишет, что, по преданию, город был основан Энеем (Римская история, XXVII, 4).
Между 1355 и 1456 годами Энос был владением Генуэзской республики, пока не был взят османским султаном Мехмедом Фатихом.
В августе 1829 года русские войска под командованием Владимира Карловича Сиверса заняли город в ходе русско-турецкой войны 1828—1829 годов.
В 1912 году в ходе Первой Балканской войны Энез был взят армией Болгарии. Город — крайний пункт линии Мидия — Энос, территории, которую по Лондонскому мирному договору Османская империя уступала Балканскому союзу.
После 1913 года, по итогам Второй Балканской войны Энез вернулся под власть Османской империи. С 1918 по 1922 год находился под контролем греческой армии. По Севрскому миру город должен был перейти к Греции, но по Лозанским соглашениям 1922 года остался в пределах Турецкой республики.
Из Эноса родом герой греческой освободительной войны 1821—1830 годов Георгиос Митафис (греч. Γεωργιος Μηταφης), который погиб в битве за Афины в 1827 году, а также героиня греческой освободительной войны Домна Висвизи.